# Thelepus australiensis
Thelepus australiensis är en ringmaskart som beskrevs av Anne D. Hutchings och Smith 1997. Thelepus australiensis ingår i släktet Thelepus och familjen Terebellidae. Inga underarter finns listade i Catalogue of Life.